# البحوث الصيدلانية ومصنعو أمريكا

شعار مجموعة البحوث الصيدلانية ومصنعو أمريكا.

مجموعة البحوث الدوائية ومصنعي أمريكا (بالإنجليزية: Pharmaceutical Research and Manufacturers of America) (مختصرها PhRMA، وتقرأ فارما) هي مجموعة تجارية تمثل شركات في صناعة الأدوية في الولايات المتحدة. تأسست في عام 1958، وكانت تعرف سابقا باسم رابطة مصنعي المستحضرات الصيدلانية.
المهمة المعلنة لمجموعة البحوث الدوائية ومصنعي أمريكا هي الدعوة للسياسات العامة التي تشجع الشركات العاملة في مجال البحوث الدوائية والصيدلانية الحيوية على اكتشاف أدوية جديدة للمرضى. أصبح ستيف أوبل رئيسا للمجموعة في سبتمبر 2015. يقع المقر الرئيسي للمجموعة في واشنطن العاصمة في الولايات المتحدة.

## روابط خارجية
- الموقع الرسمي